# ۱۰۸۰آی

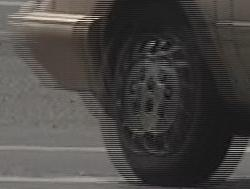
مثالی از حالت interlaced video ایجادشده در تصویربرداری از یک جسم سریع که متعاقباً توسط نمایشگرهای LCD اصلاح خواهد شد.

1080i نوعی استاندارد تصویر با وضوح تصویری ۱۰۸۰×۱۹۲۰ است که در واقع تصویری پهن با نسبت تصویر ۱۶:۹ ایجاد می‌کند.
i به معنی این است که این ویدئوی درهم‌بافته است و در این فرمت، تمام پیکسل ها و خطوط، در یک زمان پردازش نمی‌شوند بلکه به صورت هم‌آمیخته این کار انجام می‌شود یعنی در ابتدا تعدادی از پیکسل‌ها پردازش می‌شود و در مدت زمان اندکی بقیهٔ پیکسل‌های باقی‌مانده پردازش شده و سپس باهم ترکیب می‌شوند. به عنوان مثال ۶ پیکسل را تصور کنید که هر کدام یک عدد مشخص از ۱ تا ۶ دارند. ابتدا پیکسل‌های فرد را از تصویر (فریم) نخست پردازش می‌کنیم، یعنی ۱، ۳ و ۵. سپس پیکسل‌های زوج ۲، ۴ و ۶ تصویر (فریم) بعد مورد پردازش قرار می‌گیرند. با این روش تمام پیکسل‌ها با اختلاف زمان کمی نسبت به یکدیگر پردازش می‌شوند. البته این روش یک مشکل دارد و آن هم ایجاد لرزش تصویر در هنگام افزایش اندازۀ تصویر و سرعت تعویض فریم‌ها است.